# (25919) Comuniello
(25919) Comuniello est un astéroïde de la ceinture principale.

## Description
(25919) Comuniello est un astéroïde de la ceinture principale. Il fut découvert le 16 février 2001 à Socorro (Nouveau-Mexique) par le projet LINEAR. Il présente une orbite caractérisée par un demi-grand axe de 3,09 UA, une excentricité de 0,09 et une inclinaison de 9,8° par rapport à l'écliptique.

## Compléments